# 1678 w sztukach plastycznych

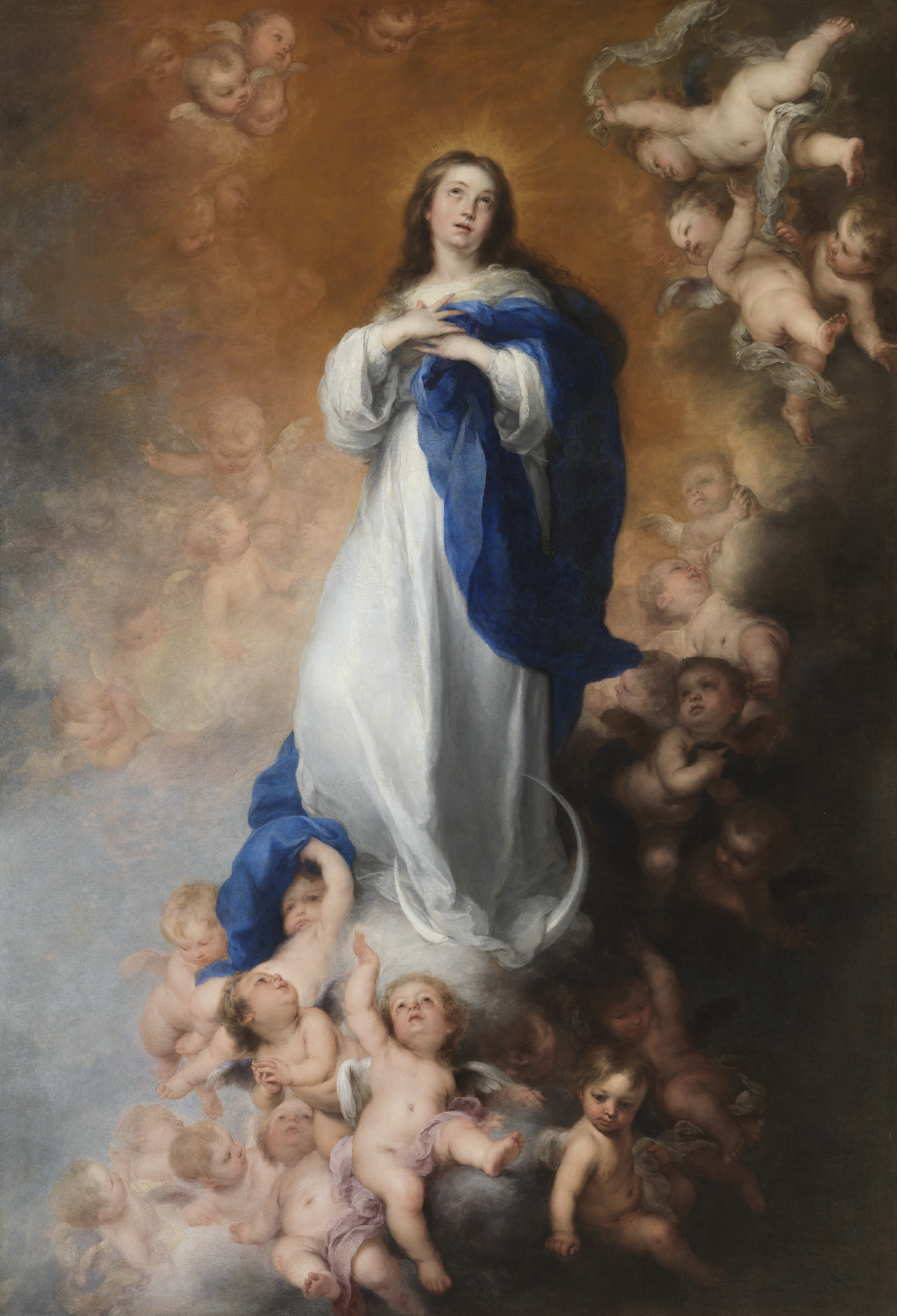
Murillo La Immaculada de Soult

Wydarzenia w sztukach plastycznych i wizualnych w 1678 roku.

## Malarstwo
- Bartolomé Esteban Murillo

Dziecię Jezus rozdaje chleb pielgrzymom – olej na płótnie, 219×182 cm
Ecce Homo (ok. 1672-1678) – olej na płótnie
La Immaculada de Soult – olej na płótnie, 274×190 cm
- Andrzej Stech

Martwa natura kwiatowa (ok. 1678) – olej na płótnie, 63x46 cm
Martwa natura z wiewiórką (1672-1678) – olej na płótnie, 90x122 cm
Portret Johanna Gabriela Schmiedta (1662-1686) – olej na płótnie, 79,5x64 cm
Zimowa panorama Gdańska (do 1678)